# Bixina
La bixina è un apocarotenoide presente nell'annatto, una serie di coloranti giallo-rossicci di struttura derivata dal carotene estratti dalla Bixa orellana. I semi di annatto contengono circa il 5% di pigmenti, che consistono per il 70-80% di bixina.
La bixina è chimicamente instabile quando isolata e si converte tramite isomerizzazione in trans-bixina (β-bissina), l'isomero rispetto al doppio legame.
La bixina è solubile in grassi e alcoli ma insolubile in acqua. In seguito all'esposizione ad alcali, l'estere metilico viene idrolizzato per produrre l'acido bicarbossilico norbixina, un derivato idrosolubile.